# هاربر (دار نشر)
هاربر دار نشر أمريكية، وهي العلامة التجارية الرائدة لدار النشر العالمية هاربر كولنز، ومقرها مدينة نيويورك. تأسست الشركة في نيويورك عام 1817 على يد جيمس هاربر وشقيقه جون، وعملت باسم جيه آند جيه هاربر حتى عام 1833، عندما غيرت اسمها إلى هاربر آند براذرز، مما يعكس ضم جوزيف وفليتشر هاربر.